# 确定下推自动机
在自动机理论中，确定下推自动机（英語：Deterministic pushdown automaton，縮寫：DPDA）是可以使用了持有数据的栈的确定有限状态自动机。术语“下推”来自原型机械自动机物理上接触穿孔卡片来阅读其内容的下推动作。术语“确定下推自动机”当前指称识别确定上下文无关语言的抽象计算设备。
确定下推自动机是减弱版本的下推自动机。

## 定义
一个下推自动机(PDA) M 可以定义为一个 7-元组:
{\displaystyle M=(Q,\Sigma ,\Gamma ,q_{0},Z_{0},A,\delta )}
这里的
- {\displaystyle Q} 是状态的有限集合
- {\displaystyle \Sigma } 是输入字母表的有限集合
- {\displaystyle \Gamma } 是栈字母表的有限集合
- {\displaystyle q_{0}} 是开始状态，是 {\displaystyle Q} 的元素
- {\displaystyle Z_{0}} 是初始栈符号，是 {\displaystyle \Gamma } 的元素
- {\displaystyle A} 是最终状态的集合，是 {\displaystyle Q} 的子集
- {\displaystyle \delta } 是有限转移(transition)关系 {\displaystyle Q\times (\Sigma \cup \left\{\epsilon \right\})\times \Gamma \longrightarrow {\mathcal {P}}(Q\times \Gamma ^{*})}。

M  是确定的，如果它满足下列两个条件:
- 对于任何 {\displaystyle q\in Q,a\in \Sigma \cup \left\{\epsilon \right\},X\in \Gamma }，集合 {\displaystyle \delta (q,a,X)} 有最多一个元素。
- 对于任何 {\displaystyle q\in Q,X\in \Gamma }，如果 {\displaystyle \delta (q,\epsilon ,X)\not =\varnothing }，则 {\displaystyle \delta (q,a,X)=\varnothing } 对于所有 {\displaystyle a\in \Sigma }

有两种可能的接受标准: “空栈”接受和“最终状态”接受。对于确定下推自动机这两种接受是不等价的(尽管对于非确定下推自动机是等价的)。被空栈接受的语言是被最终状态接受的语言，同时满足没有在语言中的串是在语言中的其他串的前缀。

## 性质
傑霍·賽尼澤格证明了确定 PDA 的等价问题（即给定两个确定 PDA A 和 B，L(A)=L(B) 吗？）是可决定的。对非确定 PDA 这个问题是不可决定的。